# 富士見町
富士見町（日语：／ Fujimi machi */?）是位于長野縣中部諏訪郡的一町。

## 历史
- 1874年（明治7年）10月25日
  - 木間村、休戶村、花場新田村、横吹新田村、芓木新田村、若宮新田村、松田新田村、大平新田村、栗生新田村、御射山神戶村合併為富士見村。
  - 上蔦木村、下蔦木村、神代村、平岡村、机村、瀨澤村、瀨澤新田村、先能村、木戶口新田村、烏帽子新田村合併為落合村。
- 1875年（明治8年）3月7日
  - 田端村、先達村、葛窪村、池袋村、高森村、小六新田村合併為境村。
  - 乙事村與立澤村合併為本鄉村。
- 1883年（明治16年）- 本鄉村分為乙事村與立澤村。
- 1889年（明治22年）4月1日 - 市町村制施行。富士見村、落合村、境村單獨成立。乙事村與立澤村合併為本鄉村。
- 1955年（昭和30年）4月1日 - 富士見村、本鄉村、境村、落合村合併。為富士見町。

## 行政
- 町長：矢嶋民雄（2001年8月29日就任 2任）

## 名人
- 小川金治（日语：小川金治）（实业家）
- 小川平吉（日语：小川平吉）（政治家，曾任日本司法大臣、铁道大臣）
- 小川平四郎（外交官，曾任日本驻华大使）
- 折井步（女艺人）
- 名取和作（日语：名取和作）（富士電機初代社长）